# Joanna Leunis
Joanna Leunis (ur. 22 maja 1981 w Rocourt) – belgijska tancerka tańca towarzyskiego. Dwukrotna mistrzyni świata w tańcach latynoamerykańskich (2008, 2009).

## Kariera
Trenowała balet, tap i tańce standardowe oraz tańce latynoamerykańskie. W wieku 18 lat w parze z Slavikiem Kryklyvyym zwyciężyła w finale Mistrzostw Świata Amatorów w Tańcach Latynoamerykańskich. Od 1 czerwca 2001 do 1 października 2002 tańczyła z Louisem Van Amstelem, z którym dotarła m.in. do półfinału Międzynarodowego Turnieju Tańca Towarzyskiego w Blackpool.
Pod koniec 2002 rozpoczęła treningi z Michałem Malitowskim, z którym zdobyła tytuł Mistrzyni Świata WDC w Tańcach Latynoamerykańskich w 2008 i 2009 i pięciokrotnie zajęła pierwsze miejsce w tańcach latynoamerykańskich na Międzynarodowego Turnieju Tańca Towarzyskiego w Blackpool. W parze z Malitowskim od 1 października 2002 do 6 sierpnia 2011 reprezentowała Polskę, następnie tańczyła w barwach Anglii. W 2015 zakończyli karierę turniejową, a cztery lata później rozstali się również w życiu osobistym.
Jest sędzią tańca na międzynarodowych turniejach. W latach 2018–2022 była jurorką w belgijskim programie rozrywkowym Dancing with the Stars w VTM.